# Riksväg 61
Riksväg 61 går sträckan Karlstad - Arvika - Charlottenberg - norska gränsen. Den är 109 kilometer lång.
Denna väg används förutom för resor till och från orter längs vägen, dessutom för resor mellan Karlstad/Mälardalen och ett stort område norr om Oslo, till exempel flygplatsen Gardermoen.

## Standard och planer
Standarden varierar. 
Mellan Karlstad och Fagerås (vid E45) har den hög standard med ett antal planskilda trafikplatser och en bit skyltad som motortrafikled. Man har även byggt mitträcke (2+1-väg) längs 11 km mellan Karlstad och Kil, som var klart i slutet av 2007.
I norr är standarden sämre.
Vägen går genom tätorten Arvika.
Angående planerade förbättringar, så pågår en ombyggnad öster om Åmotfors på runt 7 km längd. Det blir breddning till 9 m och uträtning av en kurva. Motiv finns för motorväg Bergvik-Ilanda, alltså mellan E18 och 62, dock först efter 2015.

## Historia
Vägen kallades under 1950-talet länsväg 232. År 1962 gavs namnet riksväg 61 till vägen.
På 1980-talet byggdes sträckan Karlstad-Kil, en bit motortrafikled, resten nästan det. Sträckan Kil-Fagerås byggdes i slutet av 1990-talet.
Vägen i trakten av Högboda byggdes på 1950-talet. Förbi Brunskog och norr om Edane är vägen ombyggd före 1940-talet men 2006 byggdes den om till en högre standard. En sträcka öster om Arvika är byggd i början av 1970-talet. Vägen norr om Nysockensjön är från början av 1900-talet. Förbifarten förbi Åmotfors byggdes 2006-2007. Norr om Åmotfors har en bit väg byggts på 1950-talet. Resten är i samma sträckning som åtminstone på 1940-talet.

## Trafikplatser och anslutningar
Det finns några planskilda trafikplatser längs riksvägen. Dock finns ingen motorväg längs vägen. E18 är däremot motorväg där den ansluter till riksväg 61.
|                                                      | Nr | Namn               | Skyltning                                         |
| ---------------------------------------------------- | -- | ------------------ | ------------------------------------------------- |
| Motortrafikled mellan Bergviksmotet och Henstadmotet |    |                    |                                                   |
|                                                      | -  | Bergviksmotet      | Oslo, Stockholm                                   |
|                                                      |    | Henstadmotet       | Hultsberg Edsvalla                                |
| Landsväg mellan Henstadmotet och norska gränsen      |    |                    |                                                   |
|                                                      |    | Ilandamotet        | Skåre, Trysil Forshaga                            |
|                                                      |    | Hynboholmsmotet    | Flygplats                                         |
|                                                      |    | Stenåsenmotet      | Kil                                               |
|                                                      |    | Lersättersmotet    | Kil                                               |
|                                                      |    | Fageråsmotet       | Göteborg Mora                                     |
|                                                      |    | i Brunskogs socken | Sunne                                             |
|                                                      |    | i Arvika           | Säffle                                            |
|                                                      |    | i Arvika           | Bengtsfors Årjäng                                 |
|                                                      |    | nära Åmotfors      | Årjäng                                            |
|                                                      |    | Eda Glasbruk       | gränsen till Norge (tull, men ingen passkontroll) |
|                                                      |    |                    | Norsk riksväg ansluter                            |